# A Date with Elvis
A Date with Elvis è la terza compilation e l'ottavo album discografico di Elvis Presley, pubblicato negli Stati Uniti dalla RCA Victor Records nel 1959.  L'album raggiunse la posizione numero 32 nella classifica Billboard Top Pop Albums.

## Descrizione
Il disco è una compilation di materiale registrato tra il 1954 e il 1957. Quando Elvis partì per il servizio militare il 24 marzo 1958, la RCA e il manager di Presley, il colonnello Tom Parker, si trovarono con la prospettiva di dover tenere alto il profilo commerciale dell'artista nonostante la forzata assenza dalle scene di due anni, senza la possibilità di concerti o nuovi film. Quindi iniziarono a far uscire raccolte e compilation varie, delle quali A Date with Elvis è la terza dopo Elvis' Golden Records e For LP Fans Only.
Come il suo predecessore For LP Fans Only, questo album contiene tracce risalenti ai tempi della Sun Records che erano di difficile reperibilità al di fuori di certe zone degli Stati Uniti del Sud. I restanti brani provengono da tre differenti EP pubblicati tra il 1956 e il 1957.
Una versione alternativa del disco, che mantiene 6 tracce dall'edizione americana, ma ne aggiunge altre differenti, fu pubblicato nel Regno Unito nel settembre 1959, ma suddetta edizione la copertina non si apriva a libro.
Nel 1989 la RCA ha ristampato l'album in formato compact disc.

## Tracce

### Lato 1
| Tracce | Registrazione | LP/EP          | N° Catalogo | Data     | Pos.Clas.     | Titolo                               | Autore                         | Durata |
| ------ | ------------- | -------------- | ----------- | -------- | ------------- | ------------------------------------ | ------------------------------ | ------ |
| 1.     | 7/54          |                | Sun 209b    | 7/19/54  |               | Blue Moon of Kentucky                | Bill Monroe                    | 2:02   |
| 2.     | 4/30/57       | Jailhouse Rock | EPA 4114    | 10/57    |               | Young and Beautiful                  | Aaron Schroeder e Abner Silver | 2:02   |
| 3.     | 4/30/57       | Jailhouse Rock | EPA 4114    | 10/57    | R&B numero 14 | (You're So Square) Baby I Don't Care | Jerry Leiber e Mike Stoller    | 1:51   |
| 4.     | 11?12/54      |                | Sun 215     | 12/28/54 |               | Milkcow Blues Boogie                 | Kokomo Arnold                  | 2:38   |
| 5.     | 2/5/55        |                | Sun 217     | 4/10/55  | C&W numero 5  | Baby Let's Play House                | Arthur Gunter                  | 2:15   |

### Lato 2
| Tracce | Registrazione | LP/EP          | N° Catalogo | Data    | Pos.Clas.    | Titolo                         | Autore                         | Durata |
| ------ | ------------- | -------------- | ----------- | ------- | ------------ | ------------------------------ | ------------------------------ | ------ |
| 1.     | 9/54          |                | Sun 210     | 9/25/54 |              | Good Rockin' Tonight           | Roy Brown                      | 2:12   |
| 2.     | 1/19/57       | Just for You   | EPA 4041    | 4/57    | numero 16    | Is It So Strange               | Faron Young                    | 2:28   |
| 3.     | 8/24/56       | Love Me Tender | EPA 4006    | 11/56   |              | We're Gonna Move               | Vera Matson ed Elvis Presley   | 2:30   |
| 4.     | 4/30/57       | Jailhouse Rock | EPA 4114    | 10/57   |              | I Want To Be Free              | Jerry Leiber e Mike Stoller    | 2:12   |
| 5.     | 7/11/55       |                | Sun 223b    | 8/6/55  | C&W numero 1 | I Forgot to Remember to Forget | Stan Kesler e Charlie Feathers | 2:28   |

### Versione Inglese

#### Lato 1
| Tracce | Registrazione | LP/EP         | N° Catalogo | Data     | Pos.Clas.    | Titolo                                      | Autore                               | Durata |
| ------ | ------------- | ------------- | ----------- | -------- | ------------ | ------------------------------------------- | ------------------------------------ | ------ |
| 1.     | 7/54          |               | Sun 209b    | 7/19/54  |              | Blue Moon of Kentucky                       | Bill Monroe                          | 2:02   |
| 2.     | 11?12/54      |               | Sun 215     | 12/28/54 |              | Milkcow Blues Boogie                        | Kokomo Arnold                        | 2:38   |
| 3.     | 2/5/55        |               | Sun 217     | 4/10/55  | C&W numero 5 | Baby Let's Play House                       | Arthur Gunter                        | 2:15   |
| 4.     | 9/54          |               | Sun 217b    | 3/5/55   |              | I Don't Care If the Sun Don't Shine         | Mack David                           | 2:27   |
| 5.     | 1/31/56       | Elvis Presley | LPM 1254    | 3/23/56  |              | Tutti Frutti                                | Dorothy LaBostrie e Richard Penniman | 1:58   |
| 6.     | 1/31/56       | Elvis Presley | LPM 1254    | 3/23/56  |              | I'm Gonna Sit Right Down and Cry (Over You) | Howard Biggs e Joe Thomas            | 2:01   |
| 7.     | 1/10/56       | Elvis Presley | LPM 1254    | 3/23/56  |              | I Got a Woman                               | Ray Charles e Renald Richard         | 2:23   |

#### Lato 2
| Tracce | Registrazione | LP/EP          | N° Catalogo | Data    | Pos.Clas. | Titolo                | Autore                                 | Durata |
| ------ | ------------- | -------------- | ----------- | ------- | --------- | --------------------- | -------------------------------------- | ------ |
| 1.     | 9/54          |                | Sun 210     | 9/25/54 |           | Good Rockin' Tonight  | Roy Brown                              | 2:12   |
| 2.     | 1/19/57       | Just for You   | EPA 4041    | 4/57    | numero 16 | Is It So Strange      | Faron Young                            | 2:28   |
| 3.     | 8/24/56       | Love Me Tender | EPA 4006    | 11/56   | numero 22 | We're Gonna Move      | Vera Matson ed Elvis Presley           | 2:30   |
| 4.     | 8/19/54       | Elvis Presley  | LPM 1254    | 3/23/56 | numero 55 | Blue Moon             | Richard Rodgers e Lorenz Hart          | 2:31   |
| 5.     | 9/54          | Elvis Presley  | LPM 1254    | 3/23/56 |           | Just Because          | Sydney Robin, Bob Shelton, Joe Shelton | 2:32   |
| 6.     | 1/30/56       | Elvis Presley  | LPM 1254    | 3/23/56 |           | One-Sided Love Affair | Bill Campbell                          | 2:09   |
| 7.     | 9/4/56        | Love Me Tender | EPA 4006    | 11/56   |           | Let Me                | Vera Matson ed Elvis Presley           | 2:08   |

## Formazione
- Elvis Presley – voce, chitarra, basso
- Scotty Moore – chitarra
- Dudley Brooks - pianoforte
- Mike Stoller - pianoforte, cori
- Bill Black – basso
- D. J. Fontana - batteria
- Johnny Bernero – batteria
- The Jordanaires - cori